# 徳公 (秦)
徳公（とくこう、紀元前710年 - 紀元前676年）は、秦の第6代公。寧公の次子。

## 生涯
憲公6年（前710年）、寧公の次子として生まれる。
武公20年（前678年）、同母兄の武公が死去したため、徳公が秦公となった。このとき33歳であった。
徳公元年（前677年）、雍城の大鄭宮に住み始め、犠牲300牢を供えて鄜畤（ふじ）を祠った。この年、梁伯・芮伯が来朝した。
徳公2年（前676年）、初めて伏の節を行い、狗（いぬ）を殺して蠱（こ：悪い気）をふせいだ。この年に死去し、長子の宣公が立って秦君となった。

## 子
- 宣公
- 成公
- 穆公

## 参考資料
- 『史記』（秦本紀第五）